# Санникова, Наталия Владимировна
Наталия Владимировна Санникова (род. 11 мая 1969, Свердловск-44) — российская поэтесса и литературтрегер.

## Биография
Училась в Уральском политехническом институте и Челябинском музыкальном училище, окончила факультет искусствоведения и культурологии Уральского государственного университета (1999).
До 2014 года жила в Каменске-Уральском, работала на местном телевидении, редактором городской газеты, посвящённой вопросам культуры, занималась предпринимательской деятельностью. С 2015 г. в Челябинске, работала в Центре культурно-просветительских программ Челябинской областной универсальной научной библиотеки (2020—2022), в том числе как программный директор Южноуральской книжной ярмарки и Всероссийского литературного форума «#РыжийФест».
Дебютировала со стихами в 2001 году на страницах журнала «Урал». Публиковалась также в журналах «Уральская новь», «Волга», «Воздух», «Вещь» (Пермь), интернет-изданиях TextOnly, «Артикуляция», «Полутона». Стихи Санниковой входили во второй, третий и четвёртый выпуски «Антологии современной уральской поэзии». Участница международных фестивалей «Голоса мира» (Нью-Йорк, 2010) и «Поэзия без границ» (Рига, 2019). На фестивале современного искусства «Белые ночи» в Перми стала в 2013 году победительницей акции «Пермский текст в движении».
В 2003 году выпустила первую книгу стихов «Интермеццо», в 2015 году — вторую книгу стихов «Все, кого ты любишь, попадают в беду. Песни среднего возраста». Вторая из них вызвала ряд сочувственных отзывов критики: «Санникова говорит очень просто — почти прямой речью, требовательно-прямой, насколько возможно очищенной от метафор (в такой речи поэтическое напряжение сильнее — она как оголённый провод). <…> Метафора, зазор, воздушное пространство между именем и называемым позволяет выдохнуть, даже когда говорится о трудном и неуютном», — отмечала, в частности, Ольга Балла. По мнению Дениса Ларионова, «немногие могут так хладнокровно описать жизненный мир частного человека, не желающего обманываться ложной объективностью, но дорожащего своими впечатлениями и воспоминаниями. В этом смысле поэтическая практика Санниковой <…> прибавляет сегодняшней поэзии вменяемости и здравого смысла, остраняет ставшую популярной фигуру автора, в перспективе способного ответить на ключевые вопросы мироздания».
В 2014 году получила премию журнала «Урал» за серию опубликованных в журнале интервью с поэтами. На страницах журнала «Воздух» выступала также как критик. Куратор поэтической программы «InВерсия» челябинского фестиваля современного искусства «Дебаркадер» (2016—2020, вместе с Константином Рубинским), в рамках которой, в частности, был реализован проект «Идущий человек» — антология документальных стихотворений, созданных профессиональными поэтами на основе интервью, взятых у людей с онкологическим диагнозом. Соредактор выходившей в издательстве «Кабинетный учёный» поэтической книжной серии «InВерсия» (2019—2023, вместе с Юлией Подлубновой и Екатериной Симоновой). Куратор отдельных арт-проектов, реализованных в Государственном историческом музее Южного Урала, челябинской галерее «ОкNо» и др.